# Dhafniás (ort i Grekland)
Dhafniás (Dafnias) är en ort i Grekland.   Den ligger i prefekturen Nomós Aitolías kai Akarnanías och regionen Västra Grekland, i den centrala delen av landet, 200 km väster om huvudstaden Aten. Dhafniás ligger 31 meter över havet och antalet invånare är 237. Den ligger vid sjön Límni Trichonída.
Terrängen runt Dhafniás är huvudsakligen kuperad, men åt nordväst är den platt. Runt Dhafniás är det ganska glesbefolkat, med 25 invånare per kvadratkilometer. Närmaste större samhälle är Agrínio, 17,3 km nordväst om Dhafniás. I omgivningarna runt Dhafniás växer i huvudsak blandskog.